# Аннєнков Юрій Павлович
Аннєнков Юрій Павлович (рос. Анненков Юрий Павлович; 11 (23) липня 1889 — 12 липня 1974) — російський та французький художник і графік, сценограф, художник кіно, літератор, мемуарист. Прихильник російського мистецького авангарду початку 20 ст. Емігрант.

## Життєпис. Ранні роки

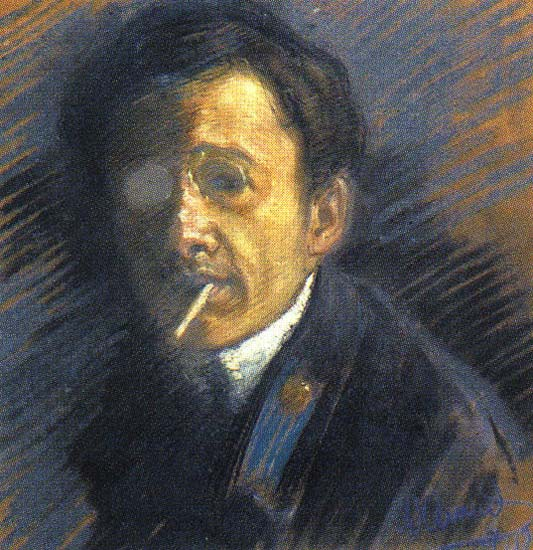
Аннєнков Юрій Павлович. Автопортрет, 1910 р., пастель, Російський музей, Санкт-Петербург.

Син народовольця П. С. Аннєнкова, народився в Петропавловську-Камчатському під час заслання батька. Родина перебралася в Петербург 1894 року. Навчався в 12-й Петербурзькій казенній гімназії. Брав участь у випусках нелегального журналу гімназії, де малював політичні карікатури, визнані небезпечними. Після виключення з казенної гімназії навчався в приватній гімназії Столбцова.
- 1907 р. — знайомство з художником Іллєю Рєпіним. Дача родини Аннєнковох була розташована поряд з садибою Рєпіна Пенати. Художник був мистецьким авторитетом для майбутнього митця, хоча він пішов власним шляхом.

- 1908 р. — студент Імператорського Петербурзького університету (юридичний факультет). Водночас відвідує майстерню художника Г. Зейденберга, де навчався також Марк Шагал.

- 1909 р. — забажав кар'єри художника, але провалив іспити до Імператорської академії мистецтв. Художнє навчання продовжив у майстерні польського художника Яна Ционглінського (1858 — 1913). З 1911 р. — в Парижі, де удосконалював майстерність. Серед його вчителів — Моріс Дені (1870 — 1943) та Фелікс Валлотон(1865 — 1925).

- 1913 р. — художній дебют на виставці «Незалежних» картинами «Пейзаж» та «Вечір». Повернення в Петербург. Дебют як театрального художника у виставі Миколи Євреінова «Nomo sapiens» в театрі «Криве дзеркало».
- 1917 р. — вступ в мистецьке товариство «Світ мистецтва», робота в ньому до 1924 р.

## Період до 1917р. Революційна лихоманка
Багато і плідно працює графіком у різних виданнях і портретистом.
- 1918 р. — створив книжкову графіку до першого видання поеми «Дванадцять» Олександра Блока в модерновому стилі, що стала мистецьким явищем року.

- 1920 р. — разом М В. Добужинським Мстиславом Валеріановичем и В. А. Щуко декорував як театральний художник містерію «Гимн освобождённому труду», на вірші Йосифа Гришашвілі, на площі перед фондовою Біржею в Петрограді (Петербурзі).
- 1921  р. — як театральний художник і режисер створив театральне дійство «Взятие Зимнего дворца» на колишній Палацові площі в Петербурзі (тоді площа імені Урицького).

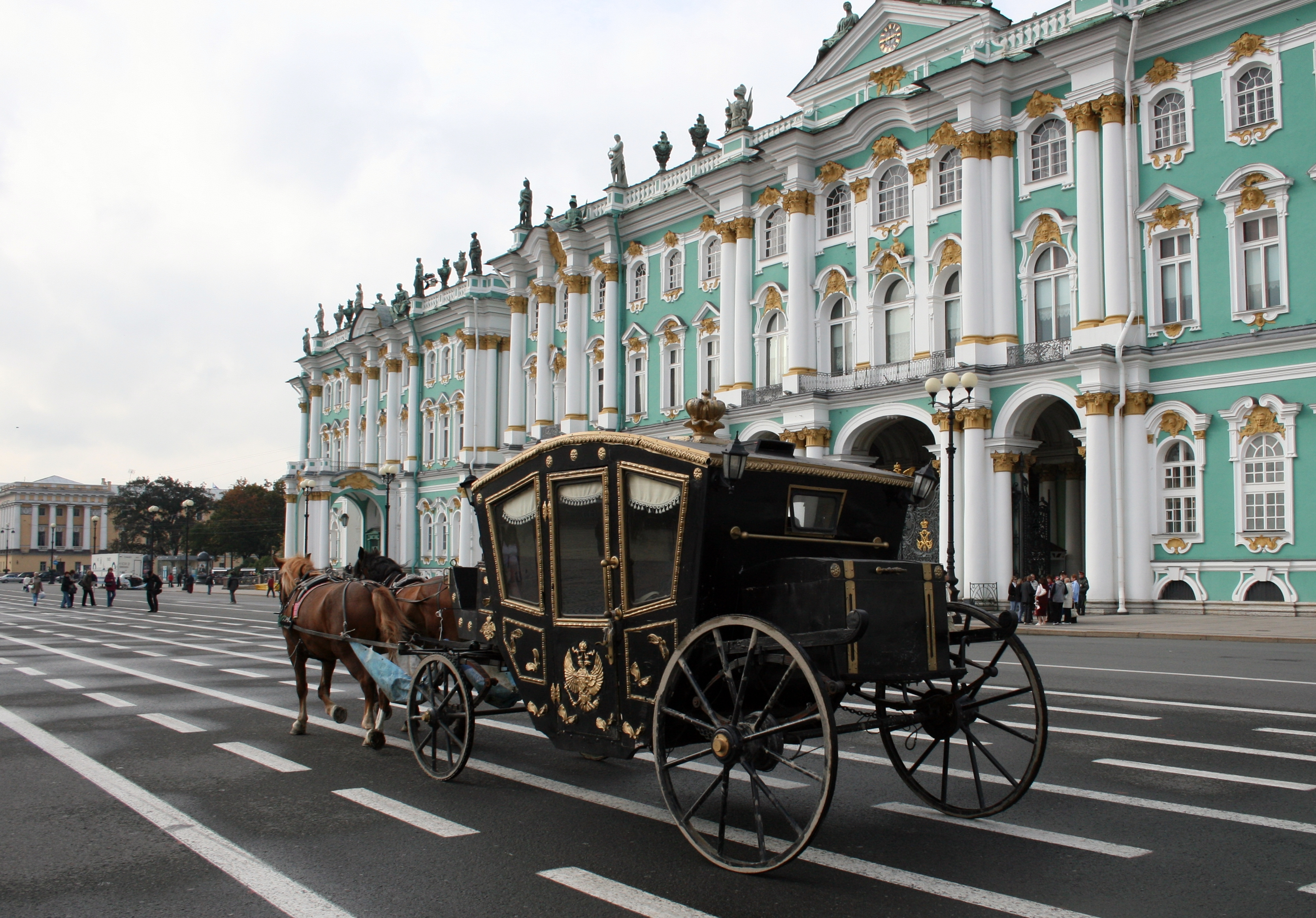
Зимовий палац
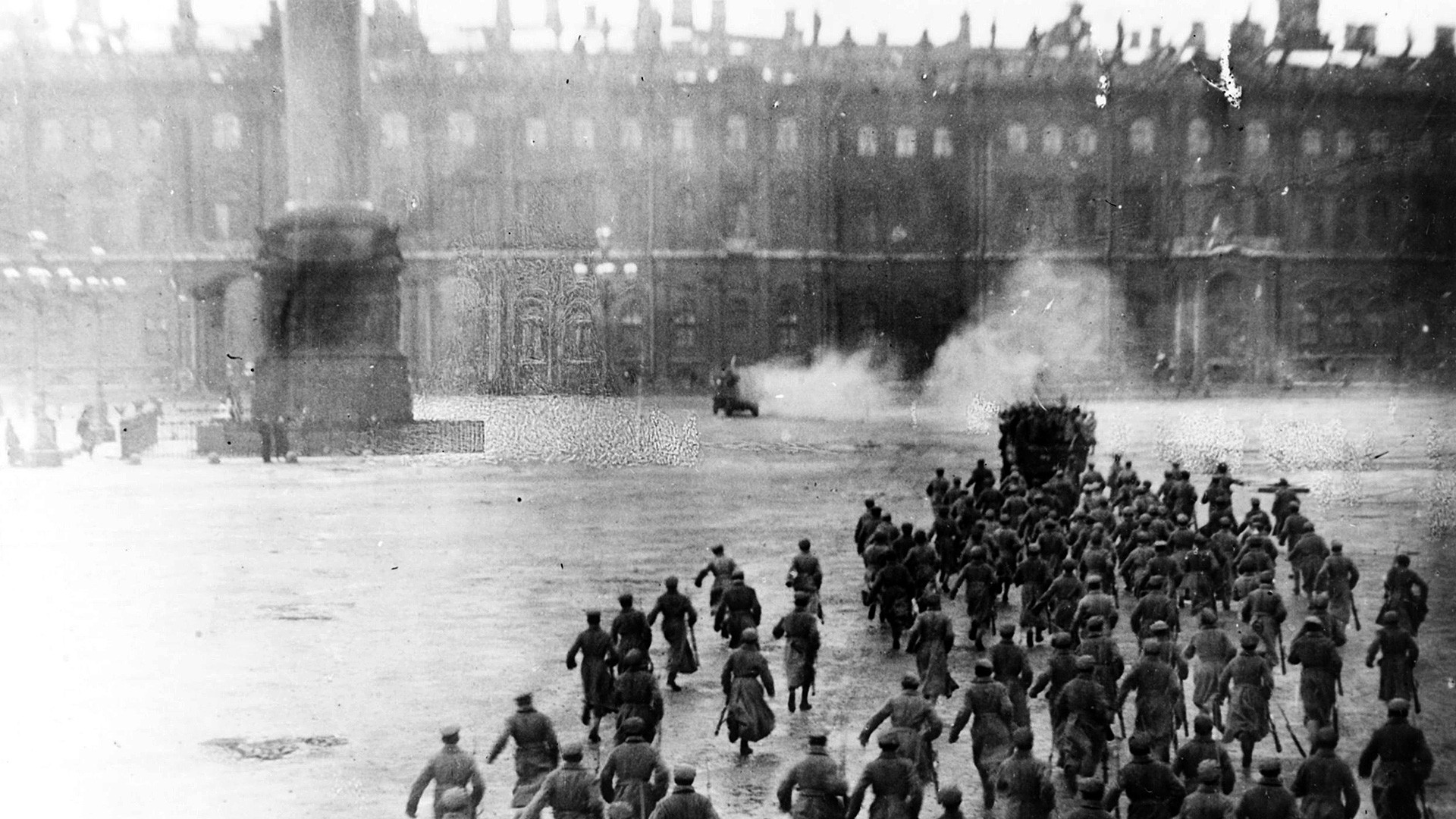
Штурм Зимового палацу
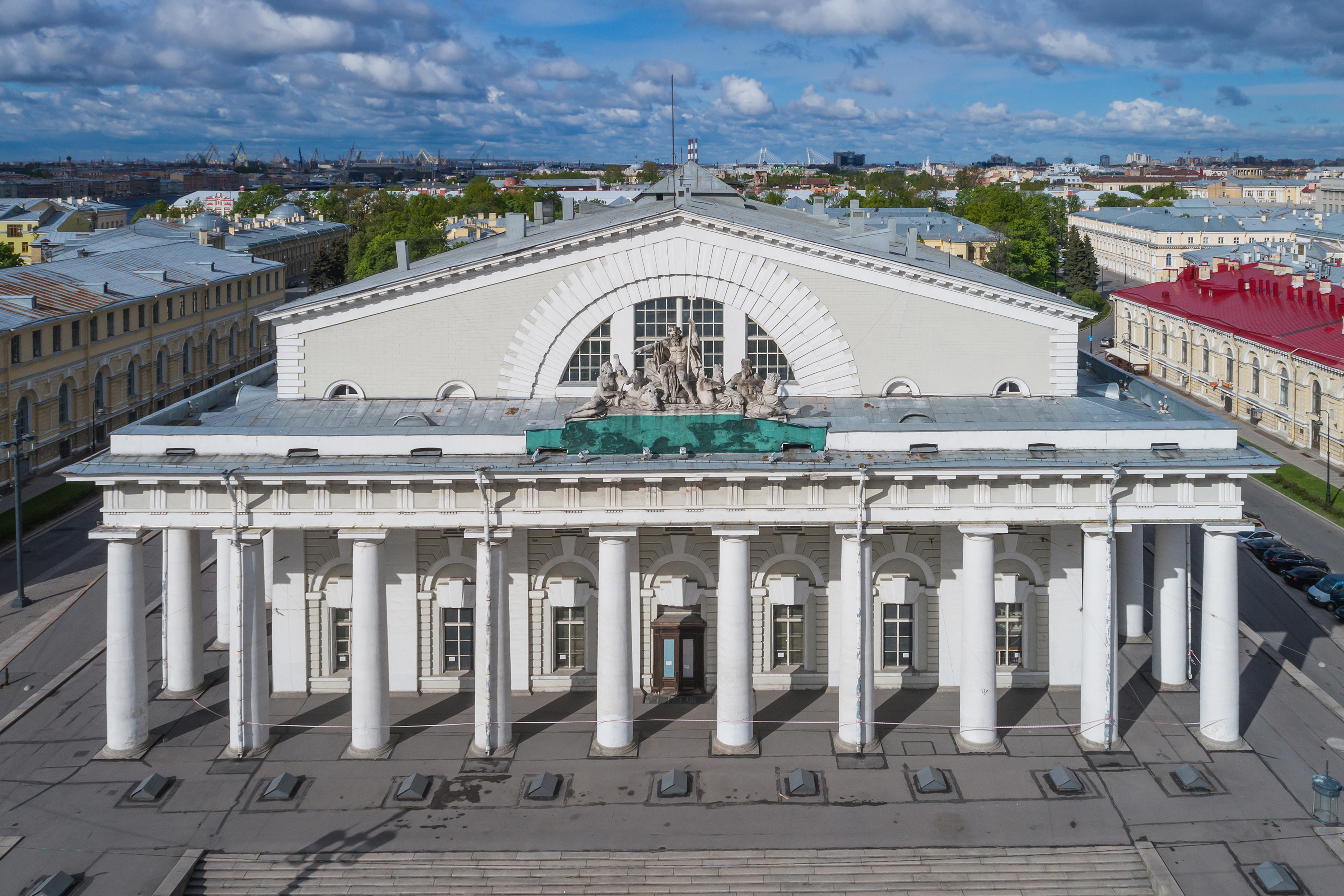
Фондова Біржа, Петербург

## Еміграція у Францію
1924 р — відбув для участі у XIV Міждународній художній виставці у Венецію, після якої перебрався у Париж разом з дружиною, пані Гальпері, що була балериною та актрисою в театрі Н. Ф. Балієва «Летучая мышь». Вже у 1925 р. художник брав участь в Міжнародній виставці сучасних декоративних та промислових мистецтв у Парижі.
- Після 1934 р. захопився кінематографом, створил декорації и костюми до більш ніж 50 кинострічок. У 1955 р. був номинантом на премію «Оскар» Американської академії кіномистецтва за костюми до фільму «Мадам де…» (реж. Макс Офюльс, 1953).

1945—1955 рр. — президент «Синдикату техніків французького кінематографу».
Помер в Парижі.

## Сценографія
- 1913 р. — декорації до вистави Євреінова «Nomo sapiens» в театрі «Криве дзеркало».
- 1920 р. — разом з Добужинским Мстиславом Валеріановичем и В. А. Щуко декорував як театральний художник містерію «Гимн освобождённому труду», на вірші Йосифа Гришашвілі, на площі перед фондовою Биржею в Петрограді (Петербурзі).
- 1921  р. — як театральний художник і режисер створив театральне дійство «Взятие Зимнего дворца» на колишній Палацові площі в Петербурзі (тоді площя імені Урицького) .
- 1921–1924 рр. — створив декорації до вистав «Самое главное» та «В кулисах души» Євреінова, «Бунт машин» Олексія Толстого для БДТ та ін. Серед сценографічних і режисерських творів цього періоду — вистава «Скверный анекдот» за твором письменника федора Достоєвського в Ермітажному театрі.
- В еміграції з 1924 р. у Франції — виконав декорації до більш ніж шістдесяти французьких вистав, балетів та опер.

## Портрети
Відомий портретист доби. Серед тих, кого портретував художник -
- Бенуа Олександр  Миколайович (1870 — 1960), емігрант
- Анна Ахматова (1889 — 1966)
- Мейєрхольд Всеволод Емільйович (1874 — 1940), театральний режисер
- Гржебін Зіновій Исаєвич (1877—1929), російський художник-графік і видавець
- Євреінов Миколай Миколайович (1879 — 1953), російський та французький режисер, драматург, емігрант
- письменник Замятін Євген Іванович(1884 — 1937), емігрант
- Шкловський Віктор Борисович (1893—1984), російський і радянський письменник, літературознавець, критик, кіносценарист
- Петров Микола
- Георгій Іванов
- поет Кузмін Михайло Олексійович (1872 — 1936)
- дружина художника, пані Гальпері
- Пастернак Борис Леонідович (1890 — 1960)
- Ремізов Олексій  Михайлович (1877 — 1957), російський письменник, емігрант
- Сологуб Федір Кузьмич (1963 — 1927), російський поет-символіст, письменник, драматург
- Ходасевич Владислав Феліціанович (1886 — 1939) російський поет і літературний критик, емігрант
- письменник Максим Горький (1868 — 1936)
- нарком Луначарський Анатолій Васильович(1875 — 1933)
- воєнком Троцкий Лев Давидович(1879 — 1940), висланий з території СРСР
- У 1924 році на всесоюзному конкурсі став лауреатом першої премії за портрет Леніна, померлого на той час (Ленін для портрету — не позував).

## Друковані твори
- Анненков Ю. П. Дневник моих встреч. Цикл трагедий. В 2-х тт. — New York: Inter-Language Literary Associates / Международное Литературное содружество, 1966.
- Анненков Ю. П. Дневник моих встреч. Цикл трагедий. В 2-х томах. — Л.: Искусство, 1991. ISBN 5-210-02156-4. ISBN 5-210-02157-2.
- Анненков Ю. Дневник моих встреч. — М.: Захаров, 2001. — 512 с. — ISBN 5-8159-0121-0
- Анненков Ю. П. Дневник моих встреч: Цикл трагедий / Под общей ред. проф. Р. Герра. — М.: Вагриус, 2005. — 732 с. ISBN 5-9697-0115-7.